# Ekstremmetal
Ekstremmetal er et begreb om heavy metal-undergenre, der har en mere aggressiv stil end den traditionelle heavy metal.

## Ekstrem genre
- Black metal
- Death metal
- Thrash metal
- Grindcore
- Doom metal

## Undergenre
- Blackened death metal
- Blackened thrash metal
- Brutal death metal
- Dark metal
- Deathgrind
- Deathrash
- Goregrind
- Melodic black metal
- Melodisk dødsmetal
- Post metal
- Progressive death metal
- Sludge metal
- Stoner metal
- Symphonic black metal
- Technical death metal
- Viking metal

| Musik | Spire Denne musikartikel er en spire som bør udbygges. Du er velkommen til at hjælpe Wikipedia ved at udvide den. |